# 2844 Hess
2844 Hess este un asteroid din centura principală, descoperit pe 3 mai 1981 de Edward Bowell.